# Запорожец, Иван Иванович

фото ЗАПОРОЖЕЦ И.И.

Иван Иванович Запорожец (17 ноября 1940, Можняковка, Новопсковский район, Ворошиловградская область, УССР, СССР — 15 августа 2020) — председатель колхоза имени Энгельса, Новопсковского района Луганской области, Герой Украины (1999).

## Биография

фото ЗАПОРОЖЕЦ И.И.

Родился 17 ноября 1940 года в селе Можняковка.
C 1972 года работал председателем колхоза имени Энгельса в Новопсковском районе Луганской области (в настоящее время — СООО имени Энгельса в селе Каменка).
Избирался депутатом Луганского областного совета.
15 августа 2020 года погиб в ДТП.

## Награды
- Герой Украины с вручением ордена Державы (8 октября 1999 года) — за выдающийся личный вклад в организацию и обеспечение роста производства сельскохозяйственной продукции;
- Орден Ленина;
- Орден Трудового Красного Знамени;
- Заслуженный работник сельского хозяйства Украины (1996);
- Почётный гражданин Новопсковщины.